# We własnej osobie
We własnej osobie – drugi album studyjny polskiej grupy muzycznej WWO. Wydawnictwo ukazało się 28 października 2002 roku nakładem wytwórni muzycznej Prosto. Produkcji nagrań podjęli się L.A., Waco, DJ 600V, DJ Deszczu Strugi, Karton, Noon, Jędker, Reego, Doltz, Sokół oraz White House. Wśród gości na płycie znaleźli się m.in. Fu, Soundkail oraz ZIP Skład.
W ramach promocji płyty zostały zrealizowane teledyski do utworów „W wyjątkowych okolicznościach”, „Damy radę”, „Nie bój się zmiany na lepsze” oraz „Sen”. Nagrania dotarły do 8. miejsca listy OLiS.  Album uzyskał nominację do nagrody polskiego przemysłu fonograficznego Fryderyka w kategorii „najlepszy album hip-hop”.
W październiku 2022 album uzyskał certyfikat dwukrotnie platynowej płyty.

## Lista utworów
| #  | Tytuł                           | Czas | Producent         | Gościnnie                 |
| -- | ------------------------------- | ---- | ----------------- | ------------------------- |
| 1  | „Pamiętacie?”                   | 3:38 | Waco              |                           |
| 2  | „Mówisz i masz”                 | 3:30 | L.A.              |                           |
| 3  | „Sen”                           | 2:40 | Waco              | Ancja                     |
| 4  | „Wierzę że...”                  | 5:44 | DJ 600V           | ZIP Skład                 |
| 5  | „Nowa droga”                    | 3:00 | DJ Deszczu Strugi | Natalia Lubrano (Miloopa) |
| 6  | „W wyjątkowych okolicznościach” | 5:12 | Waco              |                           |
| 7  | „Halabardy”                     | 2:32 | Karton            |                           |
| 8  | „Chcesz być taki”               | 2:37 | DJ Deszczu Strugi | Peja                      |
| 9  | „Bezsenne noce”[A]              | 3:32 | Noon              |                           |
| 10 | „Zostaw to”[B]                  | 4:00 | DJ Decks          | Hemp Gru                  |
| 11 | „Biznesmeni” (skit)             | 0:36 |                   |                           |
| 12 | „Interesy”                      | 2:51 | Karton            |                           |
| 13 | „We własnej osobie” (skit)      | 0:33 |                   |                           |
| 14 | „Krew ziemi sól”                | 3:03 | Waco, Jędker      |                           |
| 15 | „Uważaj jak tańczysz”           | 5:06 | L.A.              | Dekadencja                |
| 16 | „Pewnego dnia”[C]               | 4:27 | DJ Deszczu Strugi |                           |
| 17 | „Damy radę”[D]                  | 3:01 | Reego & Doltz     |                           |
| 18 | „Powinnaś”                      | 3:19 | Waco, Sokół       | Mor W.A.                  |
| 19 | „Bez żadnej kopii” (skit)       | 1:07 |                   |                           |
| 20 | „Nie bój się zmiany na lepsze”  | 4:53 | White House       | Fu, Soundkail             |

Notatki
- A^ W utworze wykorzystano sample z piosenki  „It Takes Me Higher” w wykonaniu zespołu Ganymed[8].
- B^ W utworze wykorzystano sample z piosenki „A może by...” w wykonaniu zespołu Transport Band[8].
- C^ W utworze wykorzystano sample z piosenki „Niedawno tak, pewnego dnia” w wykonaniu zespołu Exodus[8].
- D^ W utworze wykorzystano sample z piosenki „Jestem jak...” w wykonaniu zespołu Molesta Ewenement[8].

Single
| Moda |
| --- |
| 1. „W wyjątkowych okolicznościach” (Radio) 2. „Moda” (Radio) 3. „Pamiętacie?” (Radio) 4. „Moda” (RMX Deszczu Radio) 5. „W wyjątkowych okolicznościach” 6. „Moda” 7. „Pamiętacie?” 8. „W wyjątkowych okolicznościach” (Instrumental) 9. „Moda” (RMX Deszczu) 10. „Pamiętacie?” (RMX Deszczu) 11. „Zwiastun” (gośc. Dragon Davy) |

| Damy radę |
| --- |
| Strona A 1. „Damy radę” 2. „Chcesz być taki” 3. „Zostaw to” 4. „Krew ziemi sól” 5. „Powinnaś” 6. „Interesy” Strona B 1. „Damy radę” (Instrumental) 2. „Chcesz być taki” (Instrumental) 3. „Zostaw to” (Instrumental) 4. „Krew ziemi sól” (Instrumental) 5. „Damy radę” (A capella) 6. „Wierzę, że...” (A capella) |

| Nie bój się zmiany na lepsze |
| --- |
| Strona A 1. „Nie bój się zmiany na lepsze” 2. „Uważaj jak tańczysz” 3. „Bezsenne noce” 4. „Wierzę że...” Strona B 1. „Nie bój się zmiany na lepsze” (Instrumental) 2. „Uważaj jak tańczysz” (Instrumental) 3. „Powinnaś” (Instrumental) 4. „Bezsenne noce” (Instrumental) 5. „Pamiętacie” (Instrumental) 6. „Wierzę że...” (Instrumental) 7. „Nie bój się zmiany na lepsze” (A capella) |